# Мустамяэ
Му́стамяэ (эст. Mustamäe — «Чёрная гора») — район города Таллина, столицы Эстонии. Основа района была заложена в 1962—1973 годах.

## География и микрорайоны
Расположен в 5 километрах к юго-западу от центра Таллина, на дюнистой местности под склоном холма Мустамяги. Граничит на юге с районом Нымме, на севере — с Хааберсти, на востоке — с Кристийне. От центра города до района примерно 5 км. Основными улицами являются бульвар Сыпрузе, Таммсааре (названа в честь эстонского писателя Антона Хансена Таммсааре), Акадеэмия, Эхитаяте, Кадака, Мустамяэ, Сютисте (в честь поэта Юхана Сютисте), Вильде (в честь писателя Эдуарда Вильде), Ретке, Тервизе.
Площадь Мустамяэ составляет 8,09 км². Район включает 4 микрорайона: Кадака, Мустамяэ, Сийли и Сяэзе.

## Символика
Герб: на золотом щите зелёная сосна, поднимающаяся на чёрной горе с тремя вершинами, в центре горы восьмиконечная звезда.
 
Золотой цвет символизирует песчаники Мустамяэ, сосна отсылает к его зелени. Чёрная гора связана с названием района, золотая звезда символизирует его культурно-образовательный потенциал.

Флаг: на жёлтом полотнище зелёная сосна, поднимающаяся на чёрной горе с тремя вершинами, в центре горы восьмиконечная звезда. Соотношение ширины и длины флага 7:9, нормальный размер 105 х 135 см.

## Население
По состоянию на 1 января 2025 года в Мустамяэ проживали 68 815 человек. По числу жителей занимает 2-е место среди районов Таллина после Ласнамяэ.
| Численность населения района Мустамяэ на 1 января по данным Регистра народонаселения | Численность населения района Мустамяэ на 1 января по данным Регистра народонаселения | Численность населения района Мустамяэ на 1 января по данным Регистра народонаселения | Численность населения района Мустамяэ на 1 января по данным Регистра народонаселения | Численность населения района Мустамяэ на 1 января по данным Регистра народонаселения | Численность населения района Мустамяэ на 1 января по данным Регистра народонаселения | Численность населения района Мустамяэ на 1 января по данным Регистра народонаселения | Численность населения района Мустамяэ на 1 января по данным Регистра народонаселения | Численность населения района Мустамяэ на 1 января по данным Регистра народонаселения | Численность населения района Мустамяэ на 1 января по данным Регистра народонаселения | Численность населения района Мустамяэ на 1 января по данным Регистра народонаселения |
| 2004                                                                                 | 2005                                                                                 | 2006                                                                                 | 2007                                                                                 | 2008                                                                                 | 2009                                                                                 | 2010                                                                                 | 2011                                                                                 | 2012                                                                                 | 2013                                                                                 | 2014                                                                                 |
| ------------------------------------------------------------------------------------ | ------------------------------------------------------------------------------------ | ------------------------------------------------------------------------------------ | ------------------------------------------------------------------------------------ | ------------------------------------------------------------------------------------ | ------------------------------------------------------------------------------------ | ------------------------------------------------------------------------------------ | ------------------------------------------------------------------------------------ | ------------------------------------------------------------------------------------ | ------------------------------------------------------------------------------------ | ------------------------------------------------------------------------------------ |
| 64 918                                                                               | ↗65 837                                                                              | ↘65 692                                                                              | ↘64 500                                                                              | ↘64 243                                                                              | ↗64 339                                                                              | ↘64 113                                                                              | ↗64 597                                                                              | ↘64 237                                                                              | ↗64 425                                                                              | ↗65 866                                                                              |
| 2015                                                                                 | 2016                                                                                 | 2017                                                                                 | 2018                                                                                 | 2019                                                                                 | 2020                                                                                 | 2021                                                                                 | 2022                                                                                 | 2023                                                                                 | 2024                                                                                 | 2025                                                                                 |
| ↗66 194                                                                              | ↗67 263                                                                              | ↗67 707                                                                              | ↗68 296                                                                              | ↘66 316                                                                              | ↗66 444                                                                              | ↘66 302                                                                              | ↘65 978                                                                              | ↗68 130                                                                              | ↗68 929                                                                              | ↘68 815                                                                              |

Данные Регистра народонаселения о районе Мустамяэ по состоянию на 1 января 2020 года:
- половая структура населения: женщины 56 %, мужчины 44 %;
- возрастная структура населения: дети в возрасте до 15 лет — 13,7 %, лица в возрасте 15–74 года — 73,0 %, лица в возрасте 75 лет и старше — 13,3 %;
- средний возраст жителей: 43,2 года;
- плотность населения: 8213 чел/км².

Число жителей по микрорайонам:
| Микрорайон | 2012 год | 2020 год |
| ---------- | -------- | -------- |
| Кадака     | 2571     | 4817     |
| Мустамяэ   | 49021    | 49261    |
| Сийли      | 3631     | 3426     |
| Сяэзе      | 8793     | 8940     |

Национальная структура населения района Мустамяэ, %: 
| Национальность | 2008 год | 2020 год |
| -------------- | -------- | -------- |
| эстонцы        | 57,4     | 56,4     |
| русские        | 34,2     | 33,1     |
| украинцы       | 3,4      | 3,4      |
| белорусы       | 1,9      | 1,5      |
| финны          | 0,7      | 0,7      |
| евреи          | 0,5      | 0,3      |
| латыши         | ..       | 0,2      |
| татары         | 0,3      | 0,3      |
| прочие         | 1,5      | 4,1      |

Структура населения района Мустамяэ по гражданству, %: 
| Гражданство       | 2005 год | 2019 год | 2024 год |
| ----------------- | -------- | -------- | -------- |
| эстонское         | 77,2     | 79,9     | 74,5     |
| российское        | 7,8      | 6,4      | 5,9      |
| украинское        | 0,4      | 1,4      | 6,6      |
| белорусское       | ..       | 0,2      | 0,4      |
| финское           | ..       | 0,4      | 0,4      |
| другое            | 2,3      | 4,4      | 6,2      |
| без гражданства** | 12,3     | 7,3      | 6,0      |
| Всего             | 100,0    | 100,0    | 100,0    |

** В т. ч. гражданство неизвестно

## История
До начала 1960-х годов на территории современного Мустамяэ находились огороды и построенные во время Второй мировой войны бараки. Первым зданием микрорайона стало общежитие Таллинского Политехнического института, строительство которого завершилось в марте 1962 года. Затем на территории современного микрорайона Кадака,  между нынешними улицами Эхитаяте, Вильде и Акадеэмия, где располагался I микрорайон Мустамяэ, появились панельные 5-этажные жилые дома (серии: 1-317, 1-464). II микрорайон был построен между улицами Вильде, Эхитаяте, Кадака и Акадеэмия. Современный парк Мянни (Männipark) долгое время оставался промышленной зоной. 
Мустамяэ стал первым таллинским районом панельных домов, возведение которых велось с 1962 года до конца 1970-х годов; каждый год в районе сдавалось около 3500 квартир. Авторами проекта были эстонские архитекторы В. Типпель, Л. Петтай, Т. Каллас, инженер А. Прахм, консультант Х. Арман.
Первый 19-этажный дом был возведён по адресу бульвар Сыпрузе, 242 и сдан в эксплуатацию 31 апреля 1968 года.
В 1979 году в Мустамяэ насчитывалось 350 жилых домов (в том числе шесть 14-16-этажных) общей площадью 1,4 миллиона м2;  население района составило около 100 тысяч человек — почти четверть всех жителей эстонской столицы.
5 июля 1965 года по бульвару Сыпрузе была проложена троллейбусная линия из центра Таллина в Мустамяэ, 
За проектирование и строительство района Мустамяэ коллектив, состоявший из работников проектного института «Эстонпроект», Таллинского домостроительного комбината и треста «Таллинстрой» в 1976 году был награждён премией Совета Министров СССР.
К 40-летию района Мустамяэ, в 2002 году, районные власти основали высшую премию района — «Думающий человек». Ежегодно 16 ноября статуэтка, созданная скульптором Тауно Кангро, вручается людям или коллективам, в наибольшей степени положительно повлиявшим на жизнь Мустамяэ. Премия вручается в трёх категориях: научная премия, премия в области культуры и образования, премия в области общественной жизни.

## Описание
В районе в основном преобладают пяти- и девятиэтажные здания, есть несколько четырнадцатиэтажных домов. Помимо подходящих строительно-геологических условий, решающими факторами при выборе места создания жилого района стали окружающий сосновый лес, косогоры и соседство с районами отдыха. В начале 2000-х годов в Мустамяэ начался новый всплеск жилого строительства, исключающий типовые строения: практически каждое новое здание создаётся по своему, оригинальному проекту. 
В Мустамяэ находится наибольшее число рабочих мест, требующих высокой квалификации персонала: медицинский городок, научно-технологический парк «Технополь» (Tehnopol) с его более чем 150 предприятиями, высшие учебные заведения, в числе которых Таллинский технический университет — единственный технологический вуз в Эстонии и единственный университет campus-типа в Балтии. Здесь же находятся Юридическая академия Таллинского университета, кафедры Эстонской академии художеств, Таллинская экономическая школа и Эстонский колледж информационных технологий. 
В районе 9 школ и 19 детских садов, работают Дом детского творчества (Mustamäe Laste Loomingu Maja) и Дневной Центр для пожилых людей (Mustamäe Päevakeskus).  
В медицинском городке работают Северо-Эстонская региональная больница (Põhja-Eesti Regionaalhaigla), детская больница и Мустамяэская поликлиника. 
В Мустамяэ имеется довольно большое число подземных гаражей, практически полностью отсутствующих в других районах города. В районе расположен большой лесопарк — любимое место прогулок его жителей, а также парк Мянни и множество зелёных других зон.
Мустамяэ был самым «троллейбусным» районом города. Через него проходили все четыре (1, 3, 4, 5) троллейбусных маршрута Таллина (до 2 мая 2017 года ходил также троллейбус № 9). 1 ноября 2024 года троллейбусная система в городе прекратила работу.

## Культура, спорт, досуг
В советские времена центрами культурной жизни Мустамяэ были Дом пионеров в парке Лёвенру (сейчас Таллинский центр по интересам «Кулло») и кинотеатр «Кая» (Kaja). Сейчас в его реновированном здании находится Культурный центр «Кая» (Mustamäe Kultuurikeskus Kaja) и его отделение — Открытый Центр Молодёжи (Mustamäe Avatud Noortekeskus). В нём имеются танцевальный и спортивный залы, кинозал, зал заседаний, проводятся художественные выставки, работают многочисленные кружки по интересам как для детей, так и для взрослых. 
В Мустамяэ есть спортивный зал, фехтовальный зал, стрелковый тир, клуб айкидо, расположен спортивный центр Таллинского технического университета.  
В районе имеется три отделения Таллинской Центральной библиотеки: Мянни (Männi raamatukogu), Кяннукуке (Kännukuke raamatukogu) и Сяязе (Sääse raamatukogu).
На улице Эдуарда Вильде в советское время были расположены знаменитые рестораны «Кянну Кукк» и «Сольнок». Ресторан «Кянну Кукк» был очень популярен благодаря своему танцзалу и выступлениям эстонских певцов. В частности, здесь нередко выступал большой любимец публики Мати Нууде, который, как член музыкальной группы «Apelsin», был известен и в России.
С начала 1990-х годов и до начала 2000-х на месте бывшего парникового хозяйства, расположенного на Таммсааре теэ, был сооружен рынок Кадака. Из-за отсутствия в первые годы восстановления независимости Эстонской республики крупных торговых центров долгое время подавляющая часть населения Таллина одевалась именно на рынке Кадака. Также это было излюбленное место финских туристов, которых свозили на автобусах в т. н. «шоппинг-туры». Со временем словосочетание «рынок Кадака» приобрело негативный оттенок, вызывающий ассоциации с дешёвой, некачественной продукцией. В начале 2000-х годов рынок окончательно ликвидировали, построив на его месте торговый центр «Мустикас» (название является игрой слов: „mustikas“ — это  «черника», и многие жители района в шутку называют себя именно так, указывая на район проживания, название которого само по себе переводится как «Черногорский»).

## Достопримечательности
- Скульптура «Думающий человек». Выполнена из гранита, установлена в сентябре 2002 года, скульптор Тауно Кангро)[18].
- Скульптура «Мустамяэская красавица» в пруду парка Пардитийги, скульптор Тауно Кангро. Установлена в июле 2005 года, выполнена из гранитного блока, доставленного из Финляндии[19].

## Тема «Мустамяэ» в искусстве
- 1971 — песня «Мустамяэский вальс» («Mustamäe valss»), слова Хельдура Кармо[эст.], музыка Аво Тамме (Avo Tamme)[20][21], первое исполнение Пауль Аллик[эст.][22] и Вольдемар Куслап (песня в исполнении В. Куслапа на сайте Youtube).

Отрывок из песни (перевод с эстонского):

Я жил на чердаке с тёщей,

Счастье хотело от меня убежать.

Днём и ночью, дома и на работе

Я думал о Мустамяэ.

Припев:

И вот живу я в Мустамяэ, квартира просторная и хорошая,

И за это счастье я должен благодарить Фортуну.

Сейчас живу я в Мустамяэ — чего ж ещё желать!

Много прекрасных дней ждёт меня впереди.
- 1978 — роман Мати Унта «Осенний бал» («Sügisball»), опубликован в журнале «Looming», в 1979 году издан книгой, на русском языке издан в 1982 году в издательстве «Советский писатель» в переводе С. А. Семененко. В 2007 году был снят одноимённый фильм, в котором действие перенесено в Ласнамяэ[23].

Сюжет: главные действующие лица — жители района Мустамяэ, эстонцы, жизнь которых осложнена урбанизацией, бездуховностью и некоммуникабельностью.
- 1978 — новелла Арво Валтона «Мустамяэская любовь» («Mustamäe armastus»), издана также на русском языке в переводе Ольги Самма. Экранизация 1987 года: короткометражный фильм «Двое»[24] (режиссёр Тыну Вирве (Tõnu Virve), оригинальное название «Ringhoov», Таллинфильм)[25].

Сюжет: мужчина и женщина, мечтающие о семье и детях, живут совсем рядом в Мустамяэ, застроенном однотипными многоквартирными домами. Они могли бы познакомиться и полюбить друг друга — и тогда их мечты осуществились бы, но отчуждённость в современной городской среде невидимой стеной встаёт на пути двух одиноких людей.

## Галерея
- Бульвар Сыпрузе в Мустамяэ
- Перекрёсток улицы Таммсааре
и бульвара Сыпрузе
- Улица Кескузе
- Улица Акадеэмия
- Высотки на улице Эхитаяте
- Таллинский технический университет
- Таллинская экономическая школа
- Торговый центр «Magistral»
- «Думающий человек»
- Вид на Мустамяэ с бульвара Сыпрузе, 2009 год